# گولیلمو مالاتساتا
گولیلمو مالاتساتا (ایتالیایی: Guglielmo Malatesta; ۶ دسامبر ۱۸۹۱ – ۲۰ نوامبر ۱۹۲۰) دوچرخه‌سوار اهل ایتالیا بود.